# 天主教弗朗西斯敦教區
天主教弗朗西斯敦教區（拉丁語：Diocesis Francistaunensis）是博茨瓦納一個羅馬天主教教區，屬比勒陀利亞總教區。
1998年6月27日成立宗座代牧區，2017年10月2日升為教區。範圍包括博茨瓦納東部和北部。2010年有教友19,094人、十九個堂區、卅一名司鐸。教區主教現時出缺。